# George Dasch

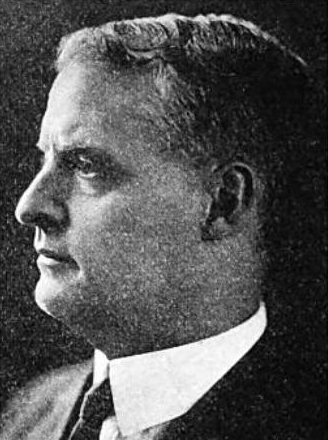

George Dasch (* 14. Mai 1877 in Cincinnati; † 12. April 1955 in Chicago) war ein US-amerikanischer Violinist und Dirigent.

## Leben und Werk
George Dash studierte am Cincinnati College of Music bei Brockhoeven Musiktheorie und bei Leandro Campanari Violine.
Nach seinen Studien wirkte er von 1895 bis 1898 als Violinist beim Cincinnati Symphony Orchestra und von 1898 bis 1923 beim Chicago Symphony Orchestra. Er leitete verschiedene Orchester wie das Little Symphony Orchestra in Chicago, das Evanston und das Joliet Symphony Orchestra. Er wirkte in mehreren Quartettvereinigungen mit, darunter im Philharmonic String Quartet, das später als Georg Dasch Quartet bekannt wurde.
George Dash war Mitarbeiter der Series of Symphony Programs for School and Community Orchestras. Er hinterließ einige Orchesterwerke und Bearbeitungen.